# Даймонд, Джаред
Джа́ред Ме́йсон Да́ймонд (англ. Jared Mason Diamond; род. 10 сентября 1937, Бостон) — американский эволюционный биолог, физиолог, биогеограф, автор научно-популярных работ, тематика которых объединяет антропологию, биологию, лингвистику, генетику и историю. Член Национальной АН США (1979) и Американского философского общества (1988). Удостоен Национальной научной медали США (1999) и других престижных наград.
В 1998 году получил Пулитцеровскую премию за книгу «Ружья, микробы и сталь», в которой комплексно исследовал географические, культурные, экологические и технологические факторы, приведшие к доминированию евразийских цивилизаций во всём мире. Отстаивая географический детерминизм в объяснении успеха Европы, Даймонд опровергает расистские стереотипы об обществах, подобных народам Папуа — Новой Гвинеи. По мотивам книги в 2005 году был снят документальный фильм производства National Geographic. Основные идеи автора, изложенные в «Ружьях, микробах и стали», получили развитие в книге «Коллапс. Почему одни общества приходят к процветанию, а другие — к гибели». В ней он рассматривает факторы, стоящие за упадком древних культур. В качестве примеров использованы сообщества гренландских эскимосов и норманнов, полинезийцев острова Пасхи и островов Питкэрн, народа анасази; поднимаются и проблемы современных народов — рассмотрены геноцид в Руанде, отставание Гаити от более успешных соседей и т. д. Также является автором книг «Почему нам так нравится секс», «Третий шимпанзе: эволюция и будущее человеческого животного», «Мир позавчера. Чему нас могут научить люди, до сих пор живущие в каменном веке» и «Кризис».

## Биография
Родился в семье известного педиатра Луиса Даймонда и музыканта и лингвиста Флоры Каплан. Родители Даймонда происходили из польских и бессарабских евреев.
После окончания Латинской школы, получил в 1958 году степень бакалавра гуманитарных наук по антропологии и истории в Гарвард-колледже Гарвардского университета и в 1961 году доктора философии по физиологии и мембранной биофизике жёлчного пузыря в Тринити-колледже Кембриджского университета.
В 1962—1968 годах работал младшим научным сотрудником в Гарвардском университете, а затем получил должность профессора физиологии Медицинской школы Дэвида Геффена Калифорнийского университета в Лос-Анджелесе. Однако в это время он заинтересовался другими отраслями науки — эволюционной биологией, зоогеографией, орнитологией и экологией, в частности, эволюцией птиц Новой Гвинеи. Перешагнув пятидесятилетний возраст, увлёкся историей окружающей среды и стал профессором географии Калифорнийского университета в Лос-Анджелесе. Кроме того, он преподаёт в Международном свободном университете общественных наук «Гвидо Карли».
Член Американской академии искусств и наук.
Женат на Мари Коэн, внучке польского политика Эдварда Вернера. В 1987 году супруги стали родителями сыновей-близнецов

## Награды и отличия
- Премия за выдающиеся достижения от Американской гастроэнтерологической ассоциации (1975)[13]
- Стипендия Мак-Артура (1985)[14]
- Tanner Lecturer[англ.] (1992)
- Rhône-Poulenc Prize for Science Books[англ.] (1992)
- Пулитцеровская премия за книгу «Ружья, микробы и сталь» (1998)
- International Cosmos Prize (1998)
- Национальная научная медаль США (1999)[15][16]
- Премия Тайлера (2001)
- Lewis Thomas Prize[англ.] (2002)
- Премия Диксона (2006)
- Kew International Medal[англ.] (2012)
- Премия Вольфа по сельскому хозяйству (2013)
- Гуманист года (2016)
- Премия «Голубая планета» (2019)

## Сочинения
Книги
- Guns, Germs and Steel (Norton, 1997)
- Collapse (Viking, 2005)
- The World Until Yesterday: What Can We Learn from Traditional Societies? Viking: 2012. 512 pp. ISBN 978-0-6700-2481-0 {Рец. Моник Боргерхоф Малдер}
- Даймонд Дж. М. Коллапс. Почему одни общества приходят к процветанию, а другие — к гибели = Collapse: How Societies Choose to Fail or Succeed. — М.: ООО «АСТ», 2008. — 768 с. — ISBN 978-5-9713-8389-5. (2005; 1-я редакция)
- Даймонд Дж. М. «Ружья, микробы и сталь: Судьбы человеческих обществ» = Guns, Germs, and Steel: The Fates of Human Societies / Пер. с англ. М. В. Колопотин. — М.: АСТ Москва: Corpus, 2010. — 720 с. — 3000 экз. — ISBN 978-5-17-061456-1 ISBN 978-5-403-01950-7.
- Даймонд Дж. М. Третий шимпанзе = The Third Chimpanzee: The Evolution and Future of the Human Animal. — М.: АСТ, 2013. — 480 с.
- Даймонд Дж. М. Почему нам так нравится секс = Why is Sex Fun? The Evolution of Human Sexuality / Пер. с англ. А. Мосейченко. — М.: АСТ, 2013. — 256 с. — ISBN 978-5-17-079961-9.
- Даймонд Дж. М. Мир позавчера. Чему нас могут научить люди, до сих пор живущие в каменном веке = The World Until Yesterday: What Can We Learn from Traditional Societies? / Пер. с англ. А. Александрова. — М.: АСТ, 2016. — 672 с. — (Цивилизация: рождение, жизнь, смерть). — ISBN 978-5-17-080132-9.
- Даймонд Дж. М. «Кризис» = Upheaval: How Nations Cope with Crisis and Change / Пер. с англ. В. В. Желнинова. — М.: АСТ, 2020. — 544 с. — (Цивилизация и цивилизации). — ISBN 978-5-17-116636-6.

Статьи
- «Главная ошибка в истории человечества» (The Worst Mistake in the History of the Human Race, 1987)

## Цитаты
- У горилл было достаточно свободного времени, чтобы построить собственный Парфенон, если бы они того захотели.